# NHL:s expansionsdraft 1970
NHL:s expansionsdraft 1970 var en expansionsdraft för den nordamerikanska ishockeyligan National Hockey League (NHL) när ligan skulle expandera från tolv medlemsorganisationer till 14 inför säsongen 1970-1971.

## Skyddade spelare
Alla existerande medlemsorganisationer fick skydda två målvakter och 15 utespelare från att bli draftade av de nya medlemsorganisationerna. Juniorspelare var automatisk skyddade.
| Boston Bruins - Målvakter - Gerry Cheevers - Eddie Johnston - Utespelare - Don Awrey (B) - Johnny Bucyk (VF) - Wayne Carleton (VF) - Wayne Cashman (VF) - Phil Esposito (C) - Ted Green (B) - Ken Hodge (HF) - Don Marcotte (VF) - John McKenzie (HF) - Bobby Orr (B) - Derek Sanderson (C) - Dallas Smith (B) - Rick Smith (B) - Fred Stanfield (VF) - Ed Westfall (HF) | Chicago Black Hawks - Målvakter - Gerry Desjardins - Tony Esposito - Utespelare - Bryan Campbell (C) - Bobby Hull (VF) - Dennis Hull (VF) - Doug Jarrett (B) - Cliff Koroll (HF) - Chico Maki (HF) - Pit Martin (C) - Ray McKay (B) - Stan Mikita (C) - Doug Mohns (VF) - Eric Nesterenko (C) - Jim Pappin (HF) - Paul Shmyr (B) - Pat Stapleton (B) - Bill White (B) | Detroit Red Wings - Målvakter - Roger Crozier - Roy Edwards - Utespelare - Gary Bergman (B) - Carl Brewer (B) - Wayne Connelly (HF) - Alex Delvecchio (C) - Ron Harris (B) - Gerry Hart (B) - Gordie Howe (HF) - Nick Libett (VF) - Bruce MacGregor (C) - Frank Mahovlich (VF) - Hank Monteith (VF) - Dale Rolfe (B) - Fred Speck (C) - Pete Stemkowski (C) - Garry Unger (C) | Los Angeles Kings - Målvakter - Denis DeJordy - Jack Norris - Utespelare - Paul Curtis (B) - Dick Duff (VF) - Bill Flett (HF) - Ray Fortin (B) - Lucien Grenier (HF) - Eddie Joyal (C) - Réal Lemieux (HF) - Ross Lonsberry (VF) - Gilles Marotte (B) - Larry Mickey (HF) - Garry Monahan (C) - Jimmy Peters Jr. (C) - Matt Ravlich (B) - Eddie Shack (VF) - Juha Widing (C) | Minnesota North Stars - Målvakter - Cesare Maniago - Gump Worsley - Utespelare - Charlie Burns (C) - Bill Collins (C) - Jude Drouin (C) - Barry Gibbs (B) - John Gofton (VF) - Bill Goldsworthy (HF) - Danny Grant (VF) - Ted Harris (B) - Claude Larose (HF) - Danny Lawson (HF) - Murray Oliver (C) - Danny O'Shea (C) - J.P. Parisé (VF) - Tom Reid (B) - Tom Williams (HF) | Montreal Canadiens - Målvakter - Phil Myre - Rogie Vachon - Utespelare - Ralph Backstrom (C) - Jean Béliveau (C) - Pierre Bouchard (B) - Yvan Cournoyer (HF) - John Ferguson Sr. (VF) - Terry Harper (B) - Jacques Laperrière (B) - Guy Lapointe (B) - Jacques Lemaire (C) - Peter Mahovlich (VF) - Mickey Redmond (HF) - Henri Richard (C) - Bobby Rousseau (HF) - Serge Savard (B) - J.C. Tremblay (B) |

| New York Rangers - Målvakter - Eddie Giacomin - Gilles Villemure* - Utespelare - Dave Balon (VF) - Arnie Brown (B) - Larry Brown (B) - Bill Fairbairn (HF) - Rod Gilbert (HF) - Vic Hadfield (VF) - Ted Irvine (VF) - Jim Krulicki (HF) - Don Luce (C) - Jim Neilson (B) - Bob Nevin (HF) - Brad Park (B) - Jean Ratelle (C) - Rod Seiling (B) - Walt Tkaczuk (C) | Oakland Seals - Målvakter - Gary Smith - Chris Worthy - Utespelare - Paul Andrea (HF) - Gary Croteau (VF) - Norm Ferguson (HF) - Ted Hampson (C) - Dennis Hextall (VF) - Ernie Hicke (VF) - Bill Hicke (HF) - Harry Howell (B) - Earl Ingarfield Sr. (C) - Gary Jarrett (VF) - Mike Laughton (C) - Bert Marshall (B) - Wayne Muloin (B) - Doug Roberts (B) - Carol Vadnais (B) | Philadelphia Flyers - Målvakter - Doug Favell - Bernie Parent - Utespelare - Barry Ashbee (B) - Serge Bernier (HF) - Gary Dornhoefer (HF) - Jean-Guy Gendron (VF) - Larry Hale (B) - Earl Heiskala (VF) - Larry Hillman (B) - Wayne Hillman (B) - Jim Johnson (B) - André Lacroix (C) - Bill Lesuk (VF) - Lew Morrison (HF) - Simon Nolet (HF) - Ed Van Impe (B) - Joe Watson (B) | Pittsburgh Penguins - Målvakter - Les Binkley - Al Smith - Utespelare - John Arbour (B) - Wally Boyer (C) - Nick Harbaruk (HF) - Bryan Hextall (C) - Dunc McCallum (B) - Keith McCreary (VF) - Jim Morrison (B) - Dean Prentice (VF) - Jean Pronovost (HF) - Dwayne Rupp (B) - Glen Sather (VF) - Ken Schinkel (HF) - Ron Schock (C) - Bryan Watson (B) - Bob Woytowich (B) | St. Louis Blues - Målvakter - Glenn Hall - Ernie Wakely - Utespelare - Ron Anderson (HF) - Steve Atkinson (HF) - Red Berenson (VF) - Christian Bordeleau (C) - Tim Ecclestone (HF) - Jim Lorentz (C) - Ab McDonald (VF) - Noel Picard (B) - Barclay Plager (B) - Bob Plager (B) - Bill Plager (B) - Jimmy Roberts (HF) - Gary Sabourin (HF) - Frank St. Marseille (HF) - Bob Wall (B) | Toronto Maple Leafs - Målvakter - Bruce Gamble - Jacques Plante - Utespelare - Jim Dorey (B) - Ron Ellis (HF) - Brian Glennie (B) - Jim Harrison (B) - Paul Henderson (HF) - Dave Keon (C) - Rick Ley (B) - Jim McKenny (B) - Mike Pelyk (B) - Bob Pulford (VF) - Brit Selby (VF) - Brad Selwood (VF) - Guy Trottier (HF) - Norm Ullman (C) - Mike Walton (C) |

## Valda spelare
De två nya medlemsorganisationerna valde 20 spelare, två målvakter och 18 utespelare från de tolv existerande medlemsorganisationerna. Utespelare valdes i de första 18 rundorna och de sista två valdes målvakterna.

### Buffalo Sabres

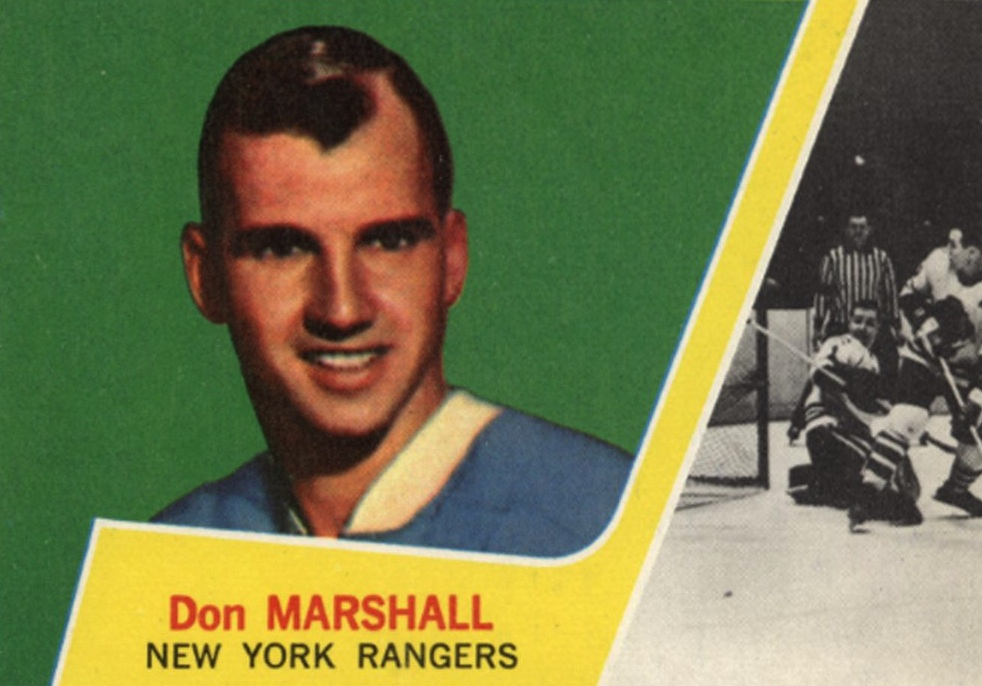
Don Marshall.

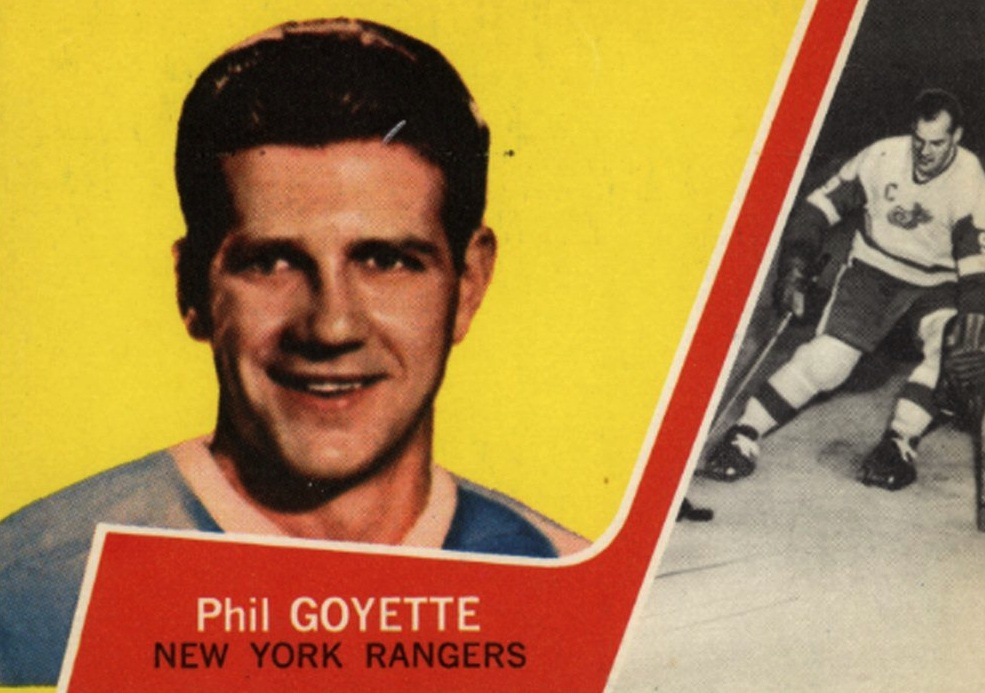
Phil Goyette.

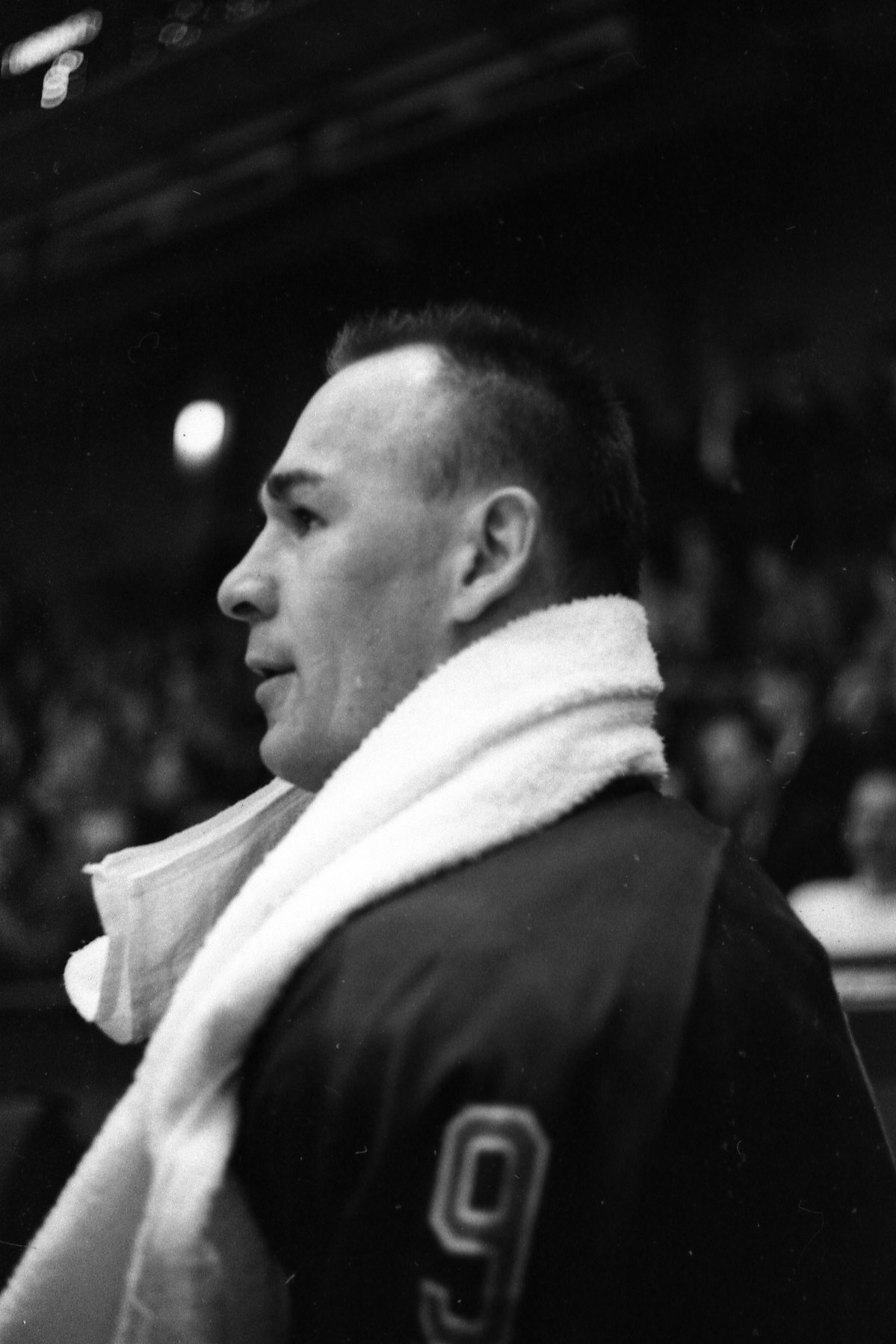
Reg Fleming.

| Runda | Nummer | Spelare          | Position       | Kom ifrån           |
| ----- | ------ | ---------------- | -------------- | ------------------- |
| 1     | 1      | Tom Webster      | Högerforward   | Boston Bruins       |
| 2     | 3      | Al Hamilton      | Back           | New York Rangers    |
| 3     | 5      | Don Marshall     | Center         | New York Rangers    |
| 4     | 7      | Tracy Pratt      | Back           | Pittsburgh Penguins |
| 5     | 9      | Jim Watson       | Back           | Detroit Red Wings   |
| 6     | 11     | François Lacombe | Back           | Detroit Red Wings   |
| 7     | 13     | Phil Goyette     | Center         | St. Louis Blues     |
| 8     | 15     | Reg Fleming      | Back           | Philadelphia Flyers |
| 9     | 17     | Mike McMahon     | Back           | Pittsburgh Penguins |
| 10    | 19     | Skip Krake       | Center         | Los Angeles Kings   |
| 11    | 21     | Jean-Guy Lagace  | Back           | Pittsburgh Penguins |
| 12    | 23     | Craig Cameron    | Högerforward   | St. Louis Blues     |
| 13    | 25     | Chris Evans      | Back           | Toronto Maple Leafs |
| 14    | 27     | Doug Barrie      | Back           | Pittsburgh Penguins |
| 15    | 29     | Gerry Meehan     | Vänsterforward | Philadelphia Flyers |
| 16    | 31     | Paul Terbenche   | Back           | Chicago Black Hawks |
| 17    | 33     | Brian Perry      | Vänsterforward | Oakland Seals       |
| 18    | 35     | Howie Menard     | Center         | Oakland Seals       |
| 19    | 38     | Rocky Farr       | Målvakt        | Montreal Canadiens  |
| 20    | 40     | Gary Edwards     | Målvakt        | St. Louis Blues     |

### Vancouver Canucks

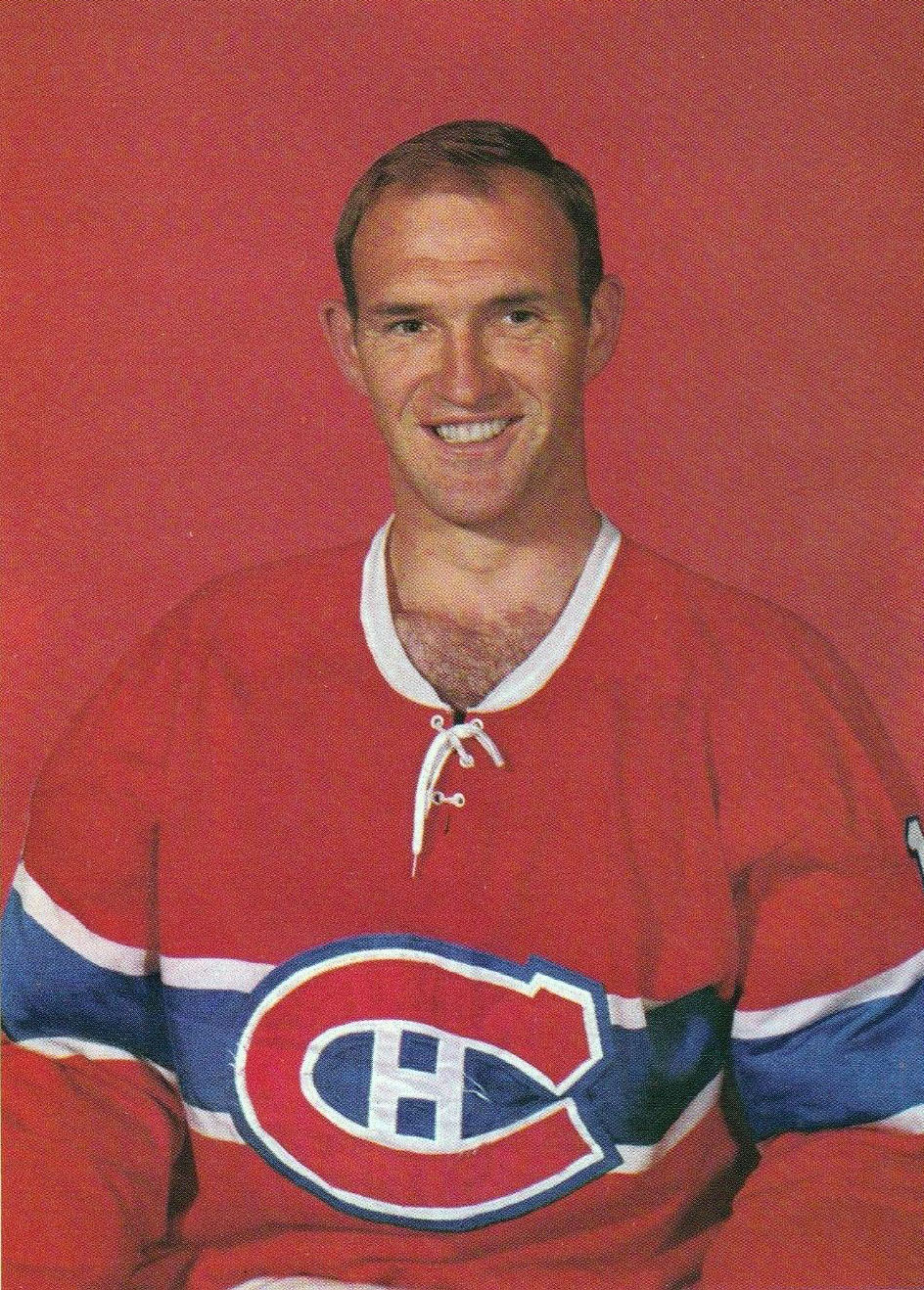
Charlie Hodge.

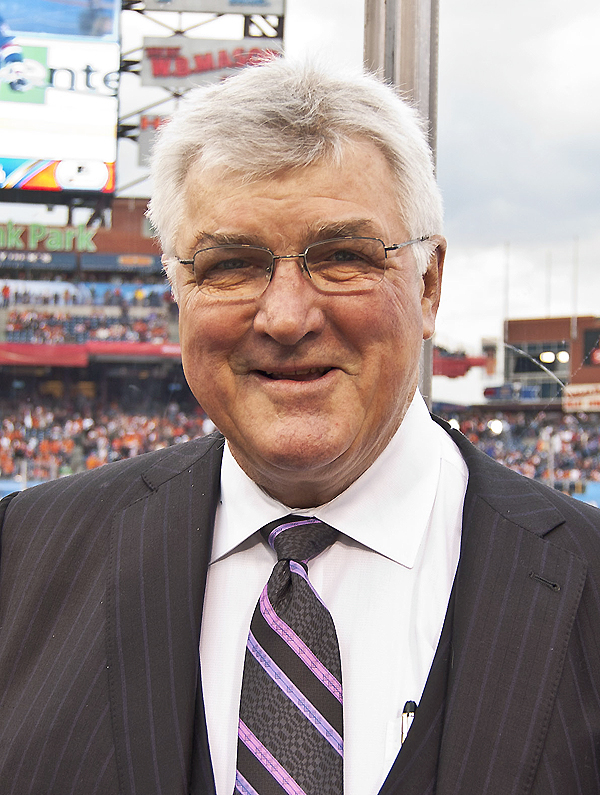
Pat Quinn.

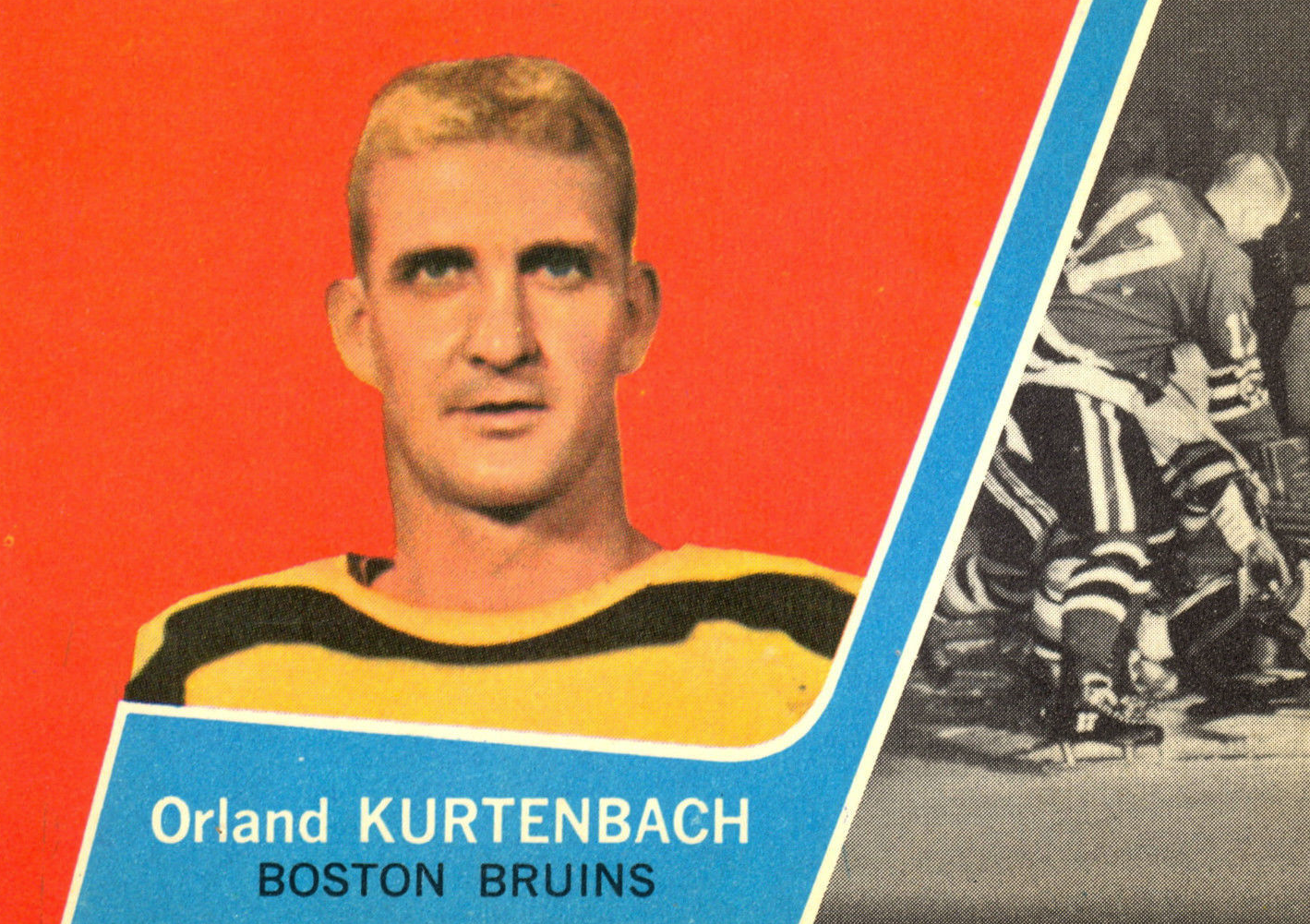
Orland Kurtenbach.

| Runda | Nummer | Spelare           | Position       | Kom ifrån             |
| ----- | ------ | ----------------- | -------------- | --------------------- |
| 1     | 2      | Gary Doak         | Back           | Boston Bruins         |
| 2     | 4      | Orland Kurtenbach | Center         | New York Rangers      |
| 3     | 6      | Ray Cullen        | Center         | Minnesota North Stars |
| 4     | 8      | Pat Quinn         | Back           | Toronto Maple Leafs   |
| 5     | 10     | Rosaire Paiement  | Center         | Philadelphia Flyers   |
| 6     | 12     | Darryl Sly        | Back           | Minnesota North Stars |
| 7     | 14     | Jim Wiste         | Center         | Chicago Black Hawks   |
| 8     | 16     | Danny Johnson     | Center         | Toronto Maple Leafs   |
| 9     | 18     | Barry Wilkins     | Back           | Boston Bruins         |
| 10    | 20     | Ralph Stewart     | Center         | Montreal Canadiens    |
| 11    | 22     | Mike Corrigan     | Vänsterforward | Los Angeles Kings     |
| 12    | 24     | Wayne Maki        | Vänsterforward | St. Louis Blues       |
| 13    | 26     | Ed Hatoum         | Högerforward   | Detroit Red Wings     |
| 14    | 28     | Poul Popiel       | Back           | Detroit Red Wings     |
| 15    | 30     | Ron Ward          | Back           | Toronto Maple Leafs   |
| 16    | 32     | John Schella      | Back           | Montreal Canadiens    |
| 17    | 34     | Bob Dillabough    | Center         | Oakland Seals         |
| 18    | 36     | Garth Ruzzuto     | Center         | Chicago Black Hawks   |
| 19    | 38     | Dunc Wilson       | Målvakt        | Philadelphia Flyers   |
| 20    | 40     | Charlie Hodge     | Målvakt        | Oakland Seals         |